# 巴彦诺日公苏木
巴彦诺日公苏木，是中华人民共和国内蒙古自治区阿拉善盟阿拉善左旗下辖的一个乡镇级行政单位。

## 行政区划
巴彦诺日公苏木下辖以下地区：
伊和布拉格嘎查、哈尔木格台嘎查、查干敖包嘎查、都尔勒吉嘎查、通格图嘎查、阿日呼都格嘎查、陶力嘎查、苏海图嘎查、沙日布拉格嘎查和浩坦淖日嘎查。